# Okres Prievidza
Prievidza is een district (Slowaaks: Okres) in de Slowaakse regio Trenčín. De hoofdstad is Prievidza. Het district bestaat uit 4 steden (Slowaaks: Mesto) en 48 gemeenten (Slowaaks: Obec).

## Steden
- Bojnice
- Handlová
- Nováky
- Prievidza

## Lijst van gemeenten
| - Bystričany - Cigeľ - Čavoj - Čereňany - Diviacka Nová Ves - Diviaky nad Nitricou - Dlžín - Dolné Vestenice - Horná Ves - Horné Vestenice - Chrenovec-Brusno - Chvojnica - Jalovec - Kamenec pod Vtáčnikom - Kanianka - Kľačno | - Kocurany - Kostolná Ves - Koš - Lazany - Lehota pod Vtáčnikom - Liešťany - Lipník - Malá Čausa - Malinová - Nedožery-Brezany - Nevidzany - Nitrianske Pravno - Nitrianske Rudno - Nitrianske Sučany - Nitrica - Opatovce nad Nitrou | - Oslany - Podhradie - Poluvsie - Poruba - Pravenec - Radobica - Ráztočno - Rudnianska Lehota - Sebedražie - Seč - Šutovce - Temeš - Tužina - Valaská Belá - Veľká Čausa - Zemianske Kostoľany |

Okres Bánovce nad Bebravou · Okres Ilava · Okres Myjava · Okres Nové Mesto nad Váhom · Okres Partizánske · Okres Považská Bystrica · Okres Prievidza · Okres Púchov · Okres Trenčín